# Gewog di Thedtsho
Il gewog di Thedtsho è uno dei quindici raggruppamenti di villaggi del distretto di Wangdue Phodrang, nella regione Centrale, in Bhutan.